# Маккарти, Чарльз, виконт Маскерри
Чарльз Маккарти, виконт Маскерри (англ. Charles MacCarty, Viscount Muskerry; 1633/1634 — 3 июня 1665) — ирландский дворянин и пэр, старший сын и вероятный наследник Донога Маккарти, 1-го графа Кланкарти. Он командовал батальоном в битве в Дюнах (1658), но был убит в возрасте 31 года в битве при Лоустофте, морской битве против голландцев (1665). Его ирландское имя — Кормак.

## Рождение и происхождение
Кормак (Чарльз) родился в 1633 или 1634 году, вероятно, в замке Бларни, графство Корк, провинция Манстер, Ирландия. Он был старшим сыном Донога Маккарти (1594—1665), 1-го графа Кланкарти (1658—1665) и его жены Элеоноры (или Эллен) Батлер. Он также известен как Кормак, и это, по-видимому, было его первоначальное имя, тогда как Чарльз, по-видимому, является более поздней английской или французской адаптацией. Когда он родился, его отец носил титул 2-го виконта Маскерри, но позднее, в 1658 году, он стал 1-м графом Кланкарти. Его отец принадлежал к династии Маккарти из Маскерри, гэльской ирландской семье, которая происходила от королей Десмонда. Мать Чарльза (1612—1682) была старшей сестрой Джеймса Батлера, 1-го герцога Ормонда. Ее семья, Батлеры, была древнеанглийской и происходила от Теобальда Уолтера, который был назначен главным дворецким Ирландии королем Англии Генрихом II в 1177 году. Родители Чарльза были католиками.

## Детство
На момент его рождения Ирландия находилась в периоде мира между концом Тиронского восстания (1593—1603) и Ирландским восстанием 1641 года. Его отец Доног Маккарти, после некоторых колебаний, присоединился к конфедератам в 1642 году и был назначен командующим конфедеративной армией провинции Манстер.

## Отъезд во Францию
В мае 1647 года, когда Кормаку было всего 13 лет, отец отправил его с полком во Францию, чтобы он поступил на службу во французскую армию Людовика XIV. Кормак Маккарти отплыл из Уотерфорда 15 мая 1647 года. Франция в то время сражалась с Испанией в Франко-испанской войне (1635—1659). Кормак, вероятно, сменил свое имя на Чарльз, находясь во Франции или позже в реставрационной Англии.
Доног Маккарти, отец Кормака, был сторонником роялистов и в августе 1647 года сложил с себя командование Манстерской армией. Его отец также отправил свою жену в безопасное место во Францию, вероятно, в сопровождении младших братьев Кормака, Каллагана, Джастина, и его сестер. Его мать жила со своей сестрой Мэри Батлер, леди Гамильтон, в монастыре фельетонисток в Париже. Вероятно, Доног Маккарти держал Каллагана при себе в Ирландии.
Его отец снова взялся за оружие, чтобы сразиться с Кромвелем, и 27 июня 1652 года сдал Эдмунду Ладлоу свой последний оплот — замок Росс, распустив свою армию численностью 5 000 человек. Один из его сыновей, вероятно Каллаган, был с ним в замке Росс и был отдан Ладлоу в качестве заложника, чтобы гарантировать соблюдение условий его отцом.

## Конде-сюр-л’Эско
Во Франции Чарльз Маккарти и его ирландский полк входили в состав гарнизона Конде-сюр-л’Эско, когда город был взят испанцами вскоре после их победы над французами в битве при Валансьене 16 июля 1656 года.
Король Карл II Стюарт, находившийся в изгнании в Испанских Нидерландах с марта 1656 года, послал маркиза Ормонда, дядю Кормака, просить его присоединиться к нему со своим полком. Он отказался перейти на другую сторону, не изложив свое поручение в надлежащей форме. Однако, сделав это, он подчинился своему королю и перешел на его сторону вместе со своим полком, после чего служил Карлу II за испанском жалованье. Этот полк был тогда назван полком герцога Йоркского в честь брата Карла II герцога Йоркского и будущего Якова II Стюарта.

## Битва в Дюнах
Чарльз Маккарти сражался со своим полком в сражении при Дюнах 14 июня 1658 года, где он входил в состав английской роялистской армии под командованием герцога Йоркского, которая сражалась вместе с испанцами на проигравшей стороне против победоносных французов и протектората англичан.
27 ноября 1658 года его отец Доног Маккарти был назначен 1-м графом Кланкарти королем Карлом II Стюартом в Брюсселе. Благодаря этому титул виконта Маскерри стал высшим вспомогательным титулом семьи, который затем был дан в качестве титула учтивости наследнику графа. В результате Чарльз был впоследствии назван виконтом Маскерри .

## Реставрация
Во время реставрации Стюартов лорд Маскерри, каким он был теперь, не сопровождал короля в Дувр в мае 1660 года, а оставался со своим полком в Дюнкерке по крайней мере до 1661 года и, возможно, даже до продажи Дюнкерка в ноябре 1662 года . Его отец, 1-й граф Кланкарти, восстановил свои владения после принятия Акта о поселении 1662 года. В том же году Чарльз Маккарти был вызван в Ирландскую Палату лордов в качестве виконта Маскерри.

## Брак и дети
В 1660 или 1661 году лорд Маскерри женился на Маргарет Берк (? — 14 августа 1698), богатой наследнице, единственной дочери Улика Бурка, 1-го маркиза Кланрикарда (1604—1657), и леди Энн Комптон (? — 1675).
У Чарльза и Маргарет было двое детей, девочка и мальчик:
- Фрэнсис Маккарти (1662—1675), умерла молодой[16][17]
- Чарльз Маккарти (1663 — 22 сентября 1666), сменивший своего деда на посту 2-го графа, но умерший младенцем[18][17]

## Жизнь при дворе Реставрации
Лорд и леди Маскерри часто бывали при королевском дворе в Уайтхолле. В июле 1663 года они отправились вместе со двором на воды в Танбридж-Уэллс, во время которого леди Маскерри, а также Элизабет Гамильтон и Элизабет Уэтенхолл остановились в соседнем Сомерхилл-хаусе, построенном дедом Леди Маскерри, Ричардом Берком, четвертым графом Кланрикардом, и который был возвращен ей после Реставрации . Этот визит в Танбридж описан Антуаном Гамильтоном в его полу-вымышленных Mémoires du comte de Gramont (написанных в 1704—1710 годах).
В «Мемуарах графа де Грамона» (Глава 7) рассказывается, как Элизабет Гамильтон высмеивала леди Маскерри, заставляя ее поверить, что король пригласил её на маскарад и что ей пришлось переодеться вавилонянкой. Однако её не пригласили на этот маскарад, который состоялся в феврале 1665 года.

## Смерть и преемственность
Вторая англо-голландская война разразилась 4 марта 1665 года. Виконт Маскерри был убит 3 июня 1665 года в битве при Лоустофте, морском сражении, на борту флагманского корабля «Ройял Чарльз» пушечным ядром, которое также убило Чарльза Беркли, 1-го графа Фалмута. Ему был 31 год. Лорд Маскерри был похоронен 19 июня с большой помпой в Вестминстерском аббатстве.
У лорда Маскерри был маленький сын, также названный Чарльзом (1663—1666), который наследовал ему как наследник престола и виконт Маскерри. Однако 1-й граф, его отец Доног Маккарти, скончался 4 августа 1665 года , пережив его всего на два месяца, и младший Чарльз, таким образом, унаследовал титул 2-го графа Кланкарти, но умер только около года спустя, 22 сентября 1666 года, все еще младенцем. После этого Каллаган, его дядя, стал 3-м графом Кланкарти.
Его вдова Маргарет, леди Маскерри, еще дважды выходила замуж: в 1676 году за Роберта Вильерса (ок. 1656—1684) и за полковника Роберта Филдинга (1651—1712). Она умерла в августе 1698 года в Сомерхилл-хаусе. Её вдовец заключил скандальный брак с Барбарой Палмер, 1-й герцогиней Кливлендской, бывшей королевской любовницей Карла II.